# Alta Via delle Cinque Terre

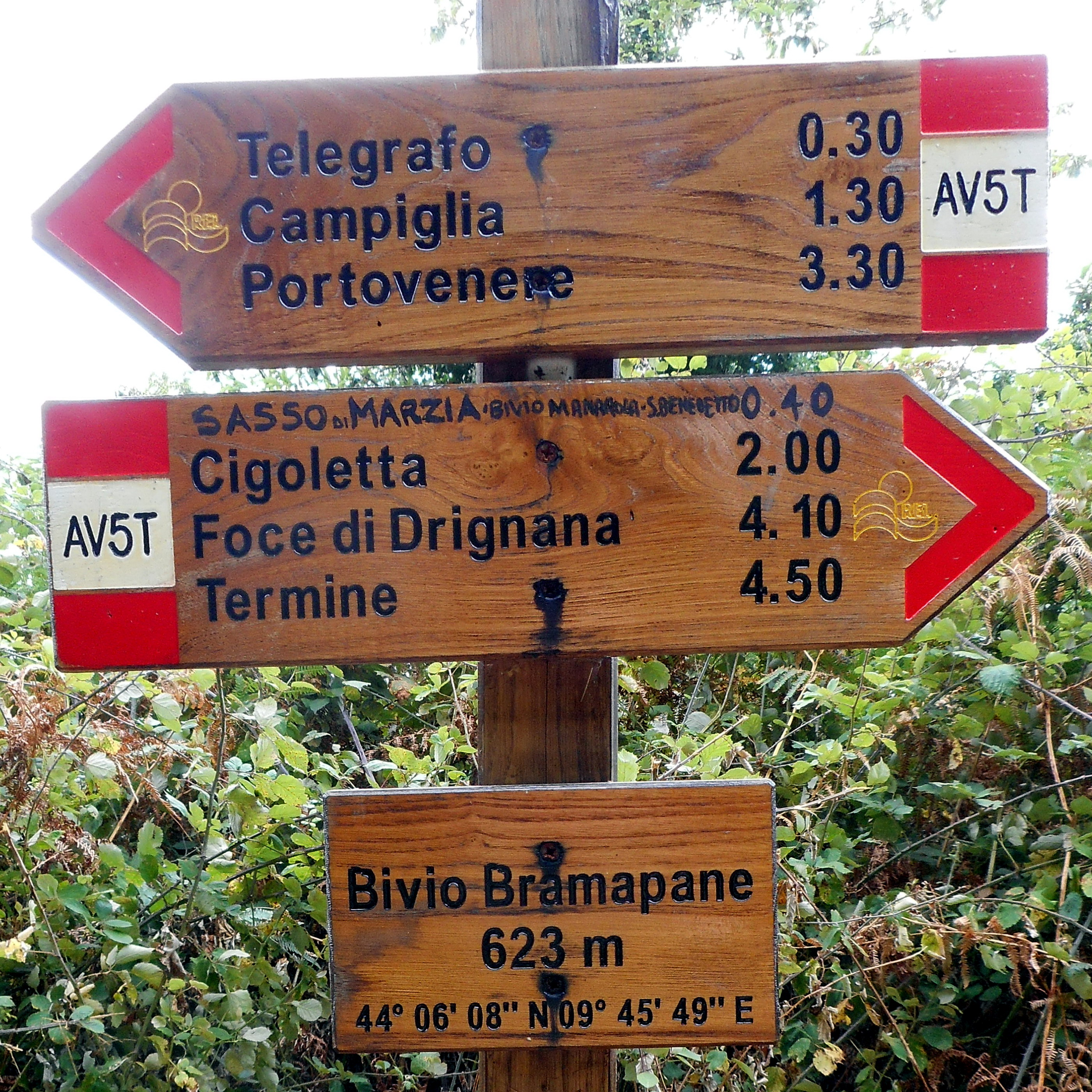
Segnaletica sull'AV5T al Bivio Brampane

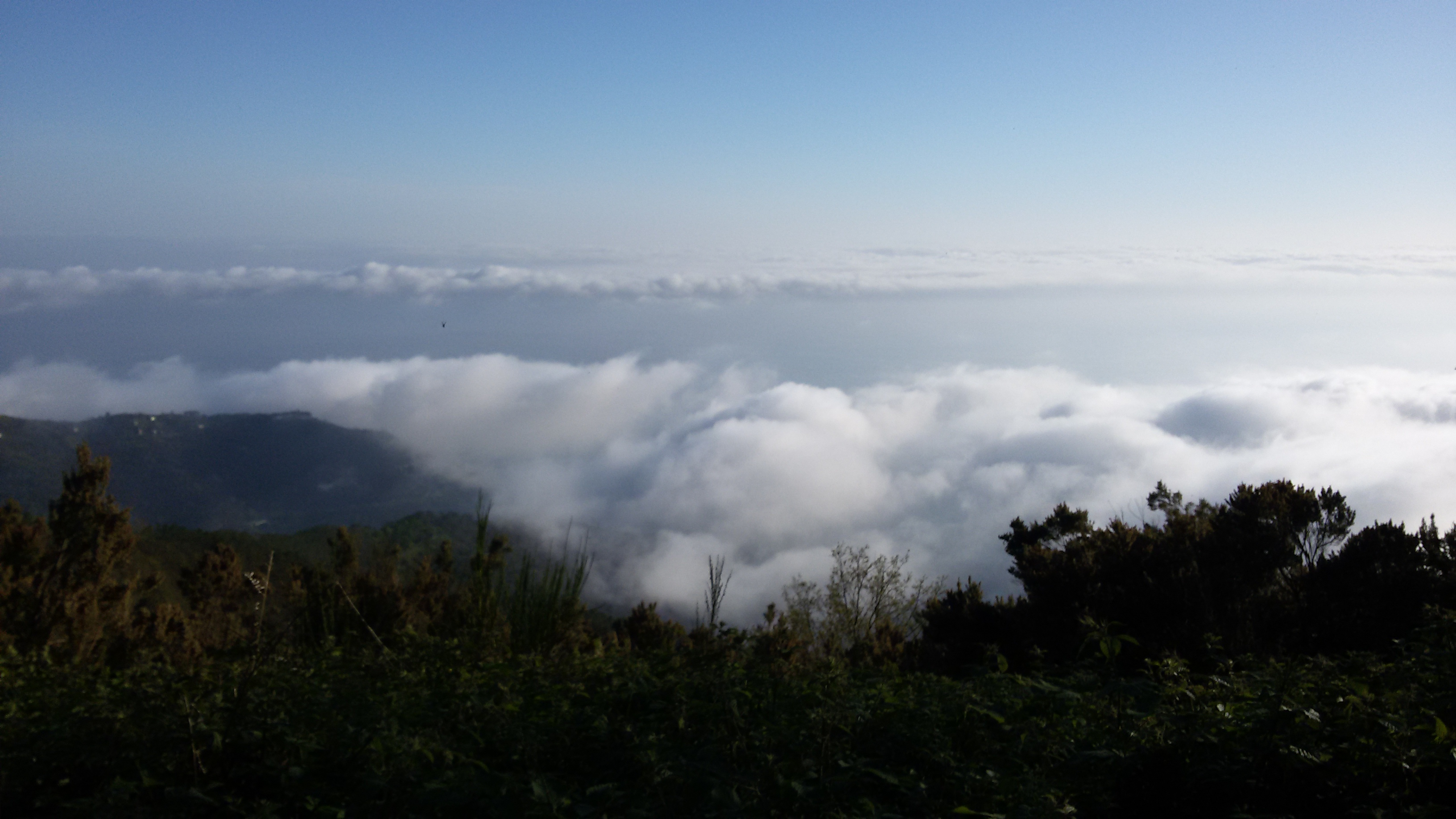
Panorama dall'AV5T: Il Santuario di Nostra Signora di Montenero (a sin.) e Riomaggiore completamente sommersa da "Morning Glory" sul Mediterraneo

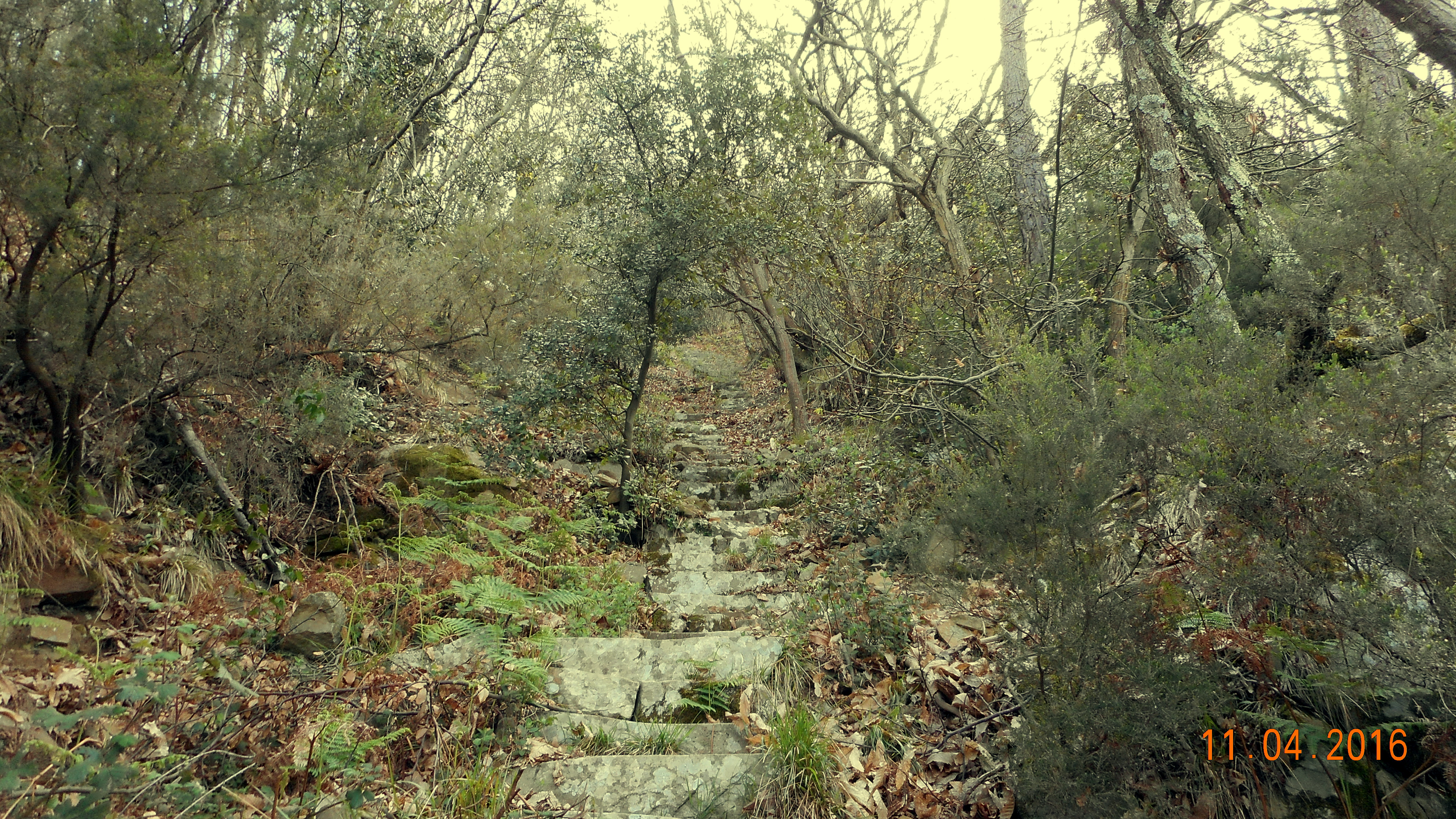
La scala santa, raccordo tra il sentiero 3A e l'AV5T, salita quasi in verticale

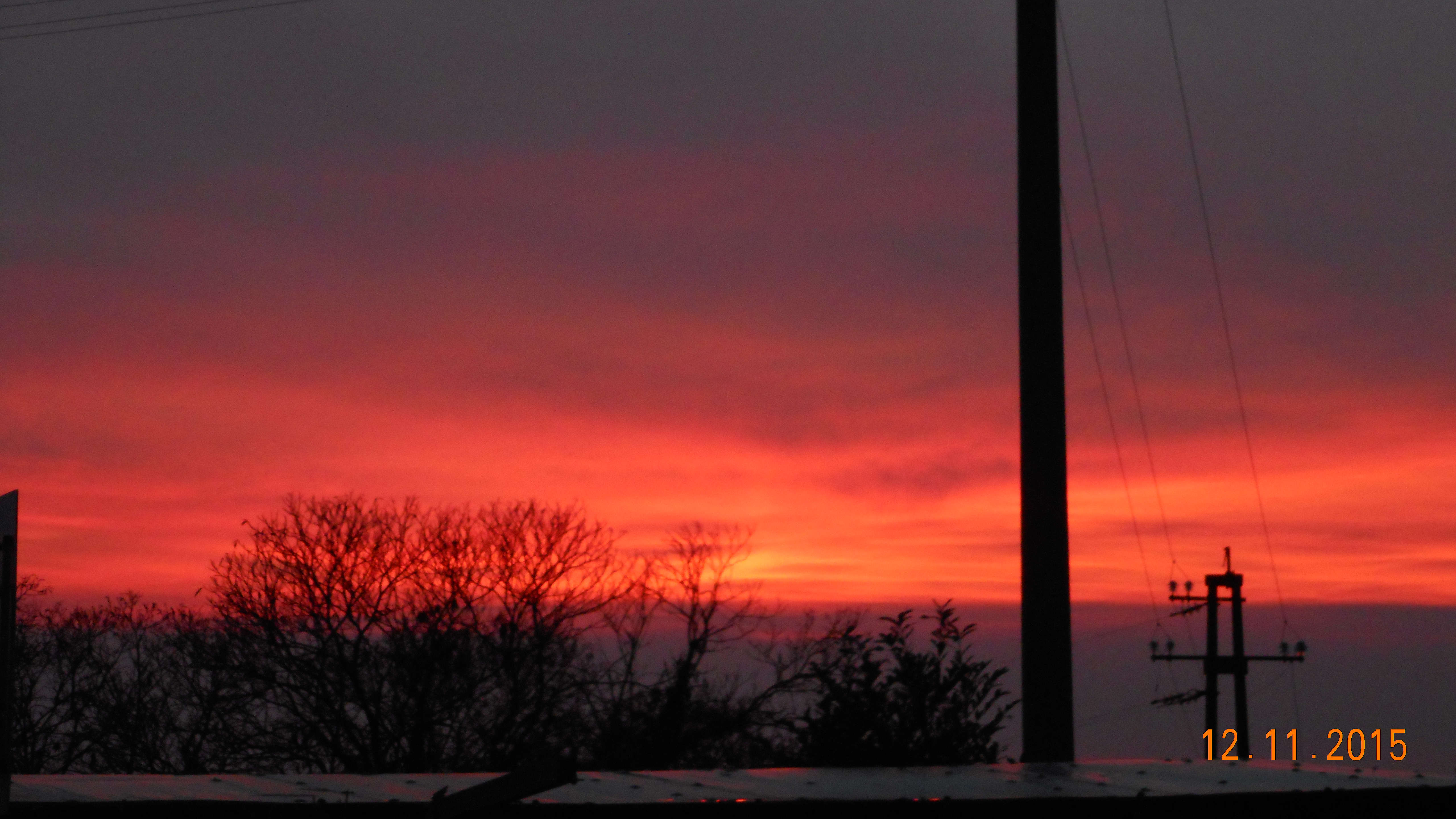
AV5T: suggestivo tramonto dal Colle del Telegrafo

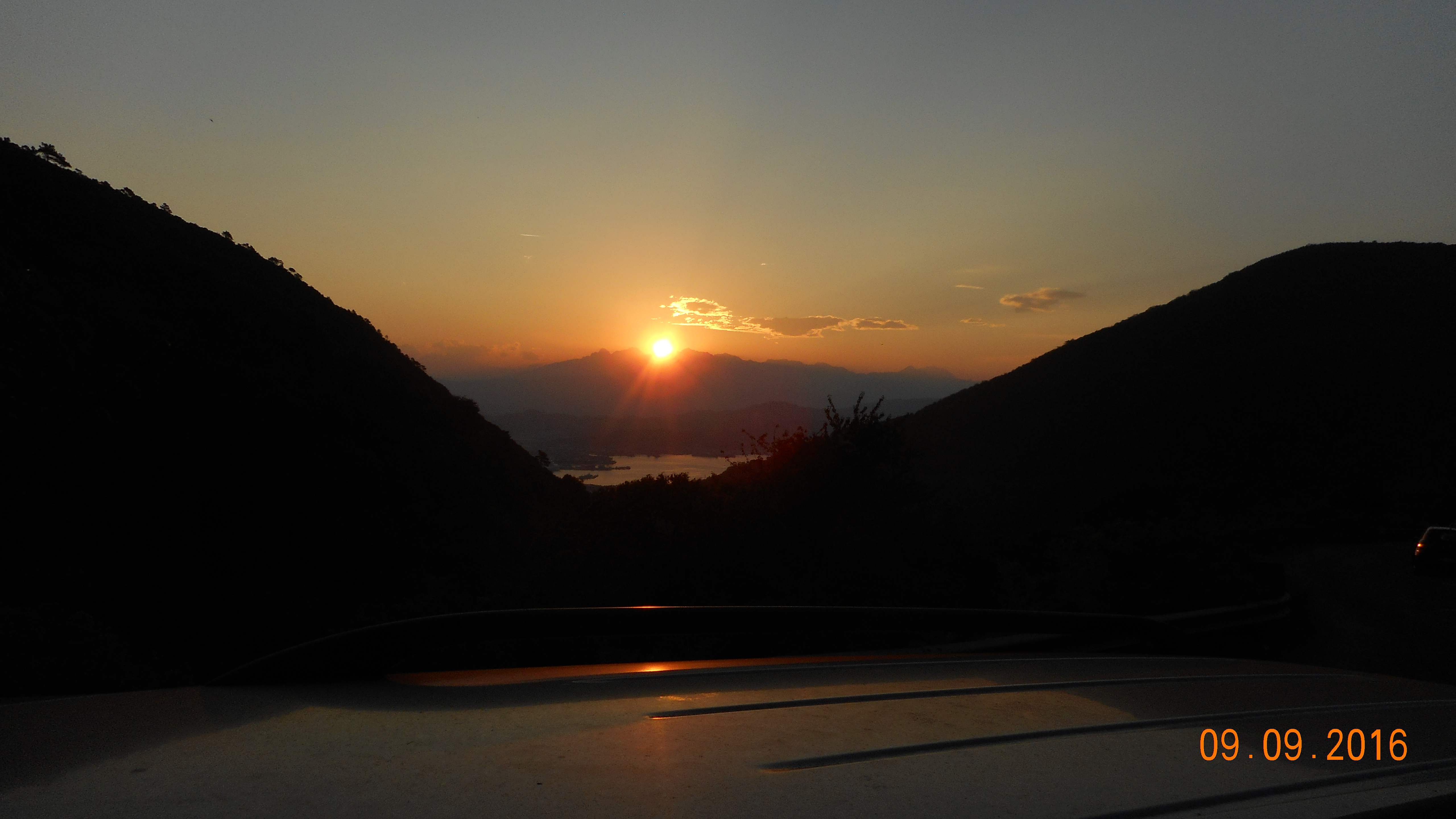
Il Golfo di Spezia con il Sole che sorge dalle Alpi Apuane visto dall'AV5T

L'Alta Via delle Cinque Terre - AV5T - è un sentiero del CAI di La Spezia che percorre il crinale delle Cinque Terre. Conosciuto nei decenni scorsi come "sentiero n. 1 - Portovenere - Levanto", è oggi segnalato come AV5T a seguito della modifica della numerazione dei sentieri dovuta all'approvazione della Legge Regionale n. 24 del 16 giugno 2009 (Rete Escursionistica Ligure) e collega oggi Portovenere con il Monte Zatta fino ad incrociare il Sentiero Alta Via dei Monti Liguri.

## Descrizione
Il suo percorso inizia a pochi metri da Piazza Bastreri, nel cuore di Portovenere, salendo rapidamente sulla sommità del crinale a oltre 300 metri di altezza: da qui si snoda totalmente sul crinale delle Cinque Terre in mezzo a boschi di castagni, pini marittimi e diverse specie di querce, per una lunghezza di circa 70 km. Come il Sentiero azzurro sono pochissimi i punti protetti da fitta vegetazione.
Inoltre, essendo il percorso a quote medie superiori ai 600 metri, il panorama che offre è strabiliante: non sono rare le giornate in cui si può vedere chiaramente la Corsica, Capraia isola e l'isola d'Elba, oltre ovviamente all'isola di Gorgona, che essendo a soli 80 km è praticamente visibile tutti i giorni. Guardando a ovest, in giornate limpide si vede nettamente il Monviso, distante in linea d'aria oltre 200 km. Più frequentemente si può osservare la Riviera Ligure di Ponente, da Savona fin'oltre il confine nazionale per vedere infine all'orizzonte Cannes e Saint-Tropez.
La fauna presente è composta principalmente da poiane, dal falco pellegrino, volpi, faine, tassi, caprioli e cinghiali. All'inizio del 2023 è stato avvistato più volte un esemplare di lupo appenninico. Il sentiero AV5T è raggiungibile da La Spezia città in circa 25 minuti, con arrivo al Colle del Telegrafo a 500 metri di altezza, da cui si può intercettare facilmente il Sentiero Azzurro, sentiero a picco sul mare ormai famoso e conosciuto in tutto il mondo. Purtroppo, nell'ottobre 2021 una frana in località Spaccato ha interrotto il collegamento tra il Colle del Telegrafo e Il bivio Bramapane. La strada è ancora chiusa ed è proibito il transito a tutti. ne è prevista la riapertura entro giugno 2024. 
Dall'AV5T è facile raggiungere tutte le Cinque Terre (Riomaggiore, Manarola, Corniglia, Vernazza e Monterosso) tramite altri piccoli sentieri di collegamento, segnalati con cura dal CAI tramite cartelli direzionali indicanti direzione e distanza in minuti di percorrenza, sia dal punto in cui ci si trova, che da Portovenere e da Levanto.
Il sentiero di raccordo più impegnativo è sicuramente quello soprannominato "la scala santa" che collega il sentiero 530 proveniente dal Santuario di Nostra Signora di Montenero all'AV5T : un dislivello importante, in certi punti sembra proprio di salire in verticale. L'AV5T ospita lo Sciacchetrail, gara di trail running che nell'ultima edizione 2019 ha visto la partecipazione di atleti da tutta Italia e da mezza Europa, e abbina lo sport e il territorio al sapore dei prodotti tipici locali, in primis lo Sciacchetrà, superbo vino liquoroso famoso in tutto il mondo.
Come tutti i sentieri della Liguria, anche l’AV5T è un sentiero impegnativo, paragonabile a quelli montani: il terreno può essere insidioso, specie all’alba, al tramonto e in giornate molto umide, per cui è estremamente importante indossare un abbigliamento idoneo, soprattutto per quanto riguarda le calzature, oltre ovviamente una buona preparazione fisica e una sana alimentazione al seguito.

Durante la pandemia Covid, il CAI ha provveduto ad ampliare e rinnovare la segnaletica esistente indicando chiaramente che l'accesso a tutti i sentieri è fortemente consigliato indossando calzature idonee, che i sentieri segnalati con le lettere EE sono sconsigliati se non ad escursionisti esperti.

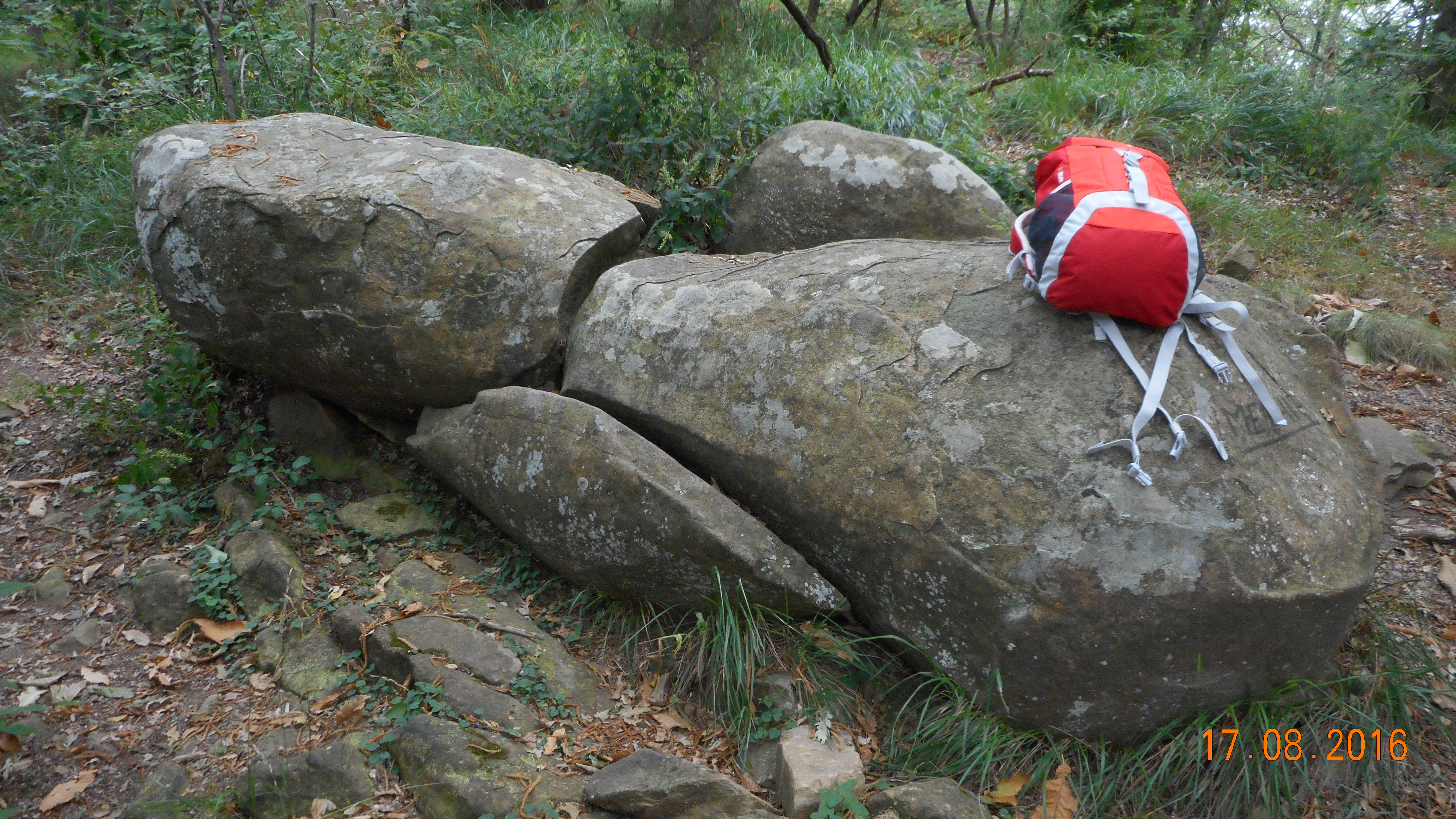
Menhir caduto sul terreno (notare le spaccature createsi nell'impatto al suolo) sull'AV5T presso Costa Galera

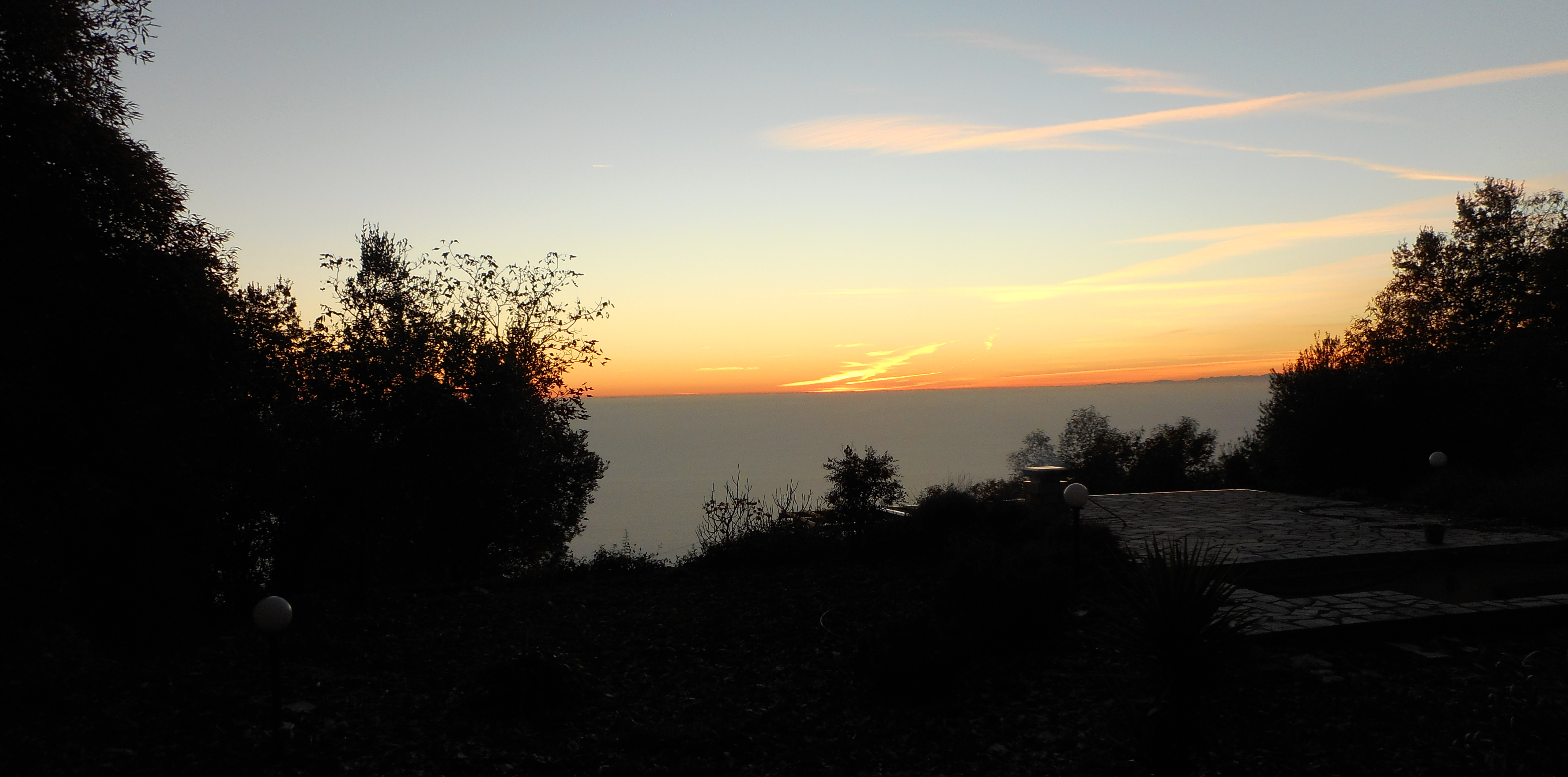
Tramonto sull'AV5T e all'orizzonte la Costa Azzurra
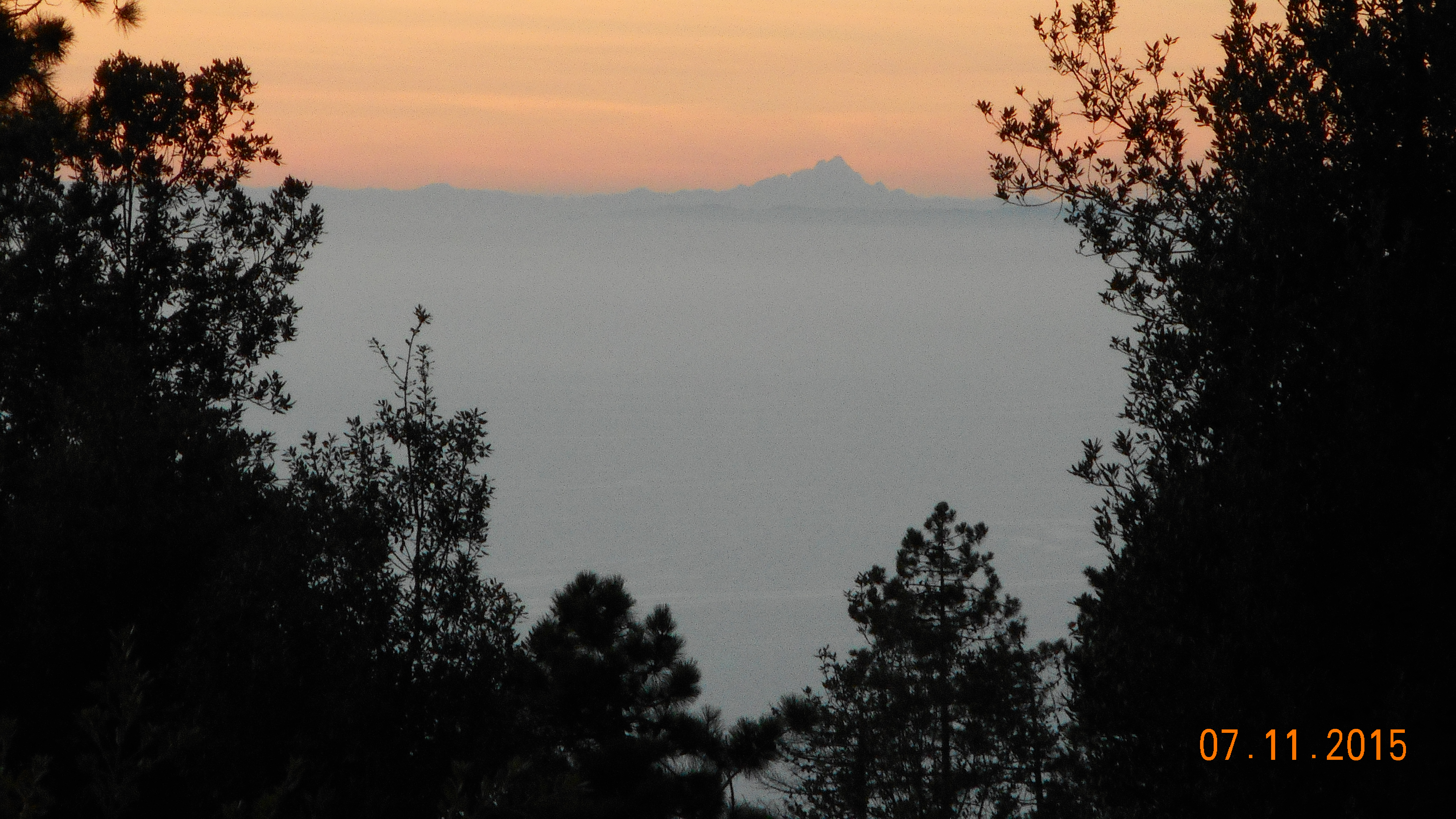
il Monviso, distante oltre 200 km visto dall'AV5T in località Palestra nel Verde, sotto il Monte Parodi, La Spezia
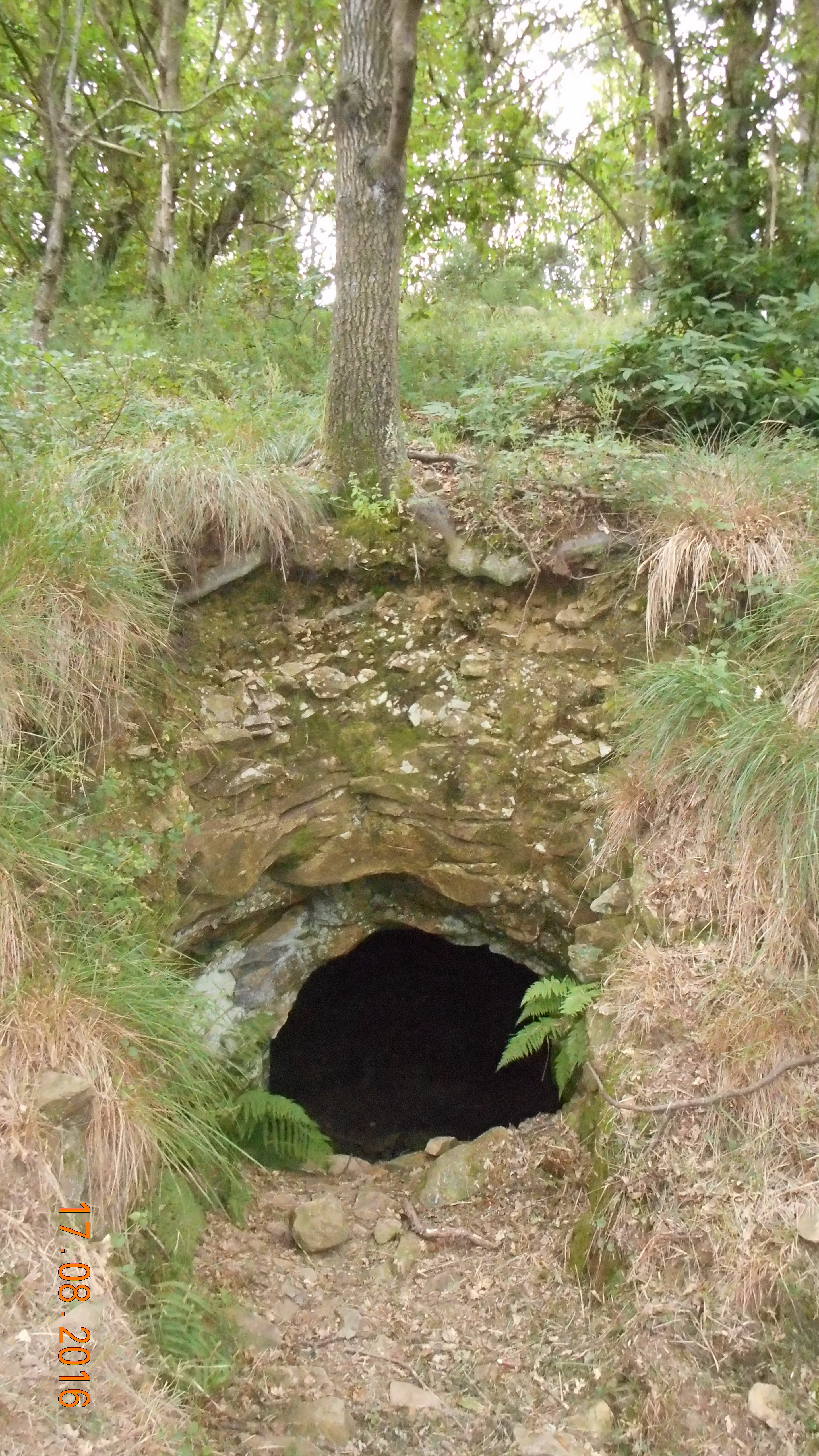
AV5T: Grotta artificiale costruita come riparo